# 因應 (心理學)
因應，或譯應對（英語：Coping）、應對策略等，是用於減少不愉快情緒或處理被認為重要和困難的生活事件或生活階段等，有意識或無意識的策略。應對策略可以是認知或行為，可以是個人的或社會的。

## 主要分類
超過一百種的因應方法已經識別出來。雖未有共識，不過心理學家用不同的對比方法來分類。
評量焦點因應（英語：Appraisal-Focused coping）directed towards challenging personal assumptions.
問題焦點因應（英語：Problem-Focused coping）直接處理（真的或感覺是）壓力的來源。但不一定可以，例如一個癌症病人難找到一個可用的治療方案時會改找一些「神藥」、「秘方」之類的替代方法。
情緒焦點因應（英語：Emotion-Focused coping）改變因壓力而生的情緒。例如一個研究心臟病男病人除了壓抑自己的感情，還壓抑妻子的情緒，例如叫她不要哭，導致妻子更大壓力。
尋求支持因應（英語：Support-seeking coping）從朋友或家人找到情感上支持
意義製造因應（英語：Meaning-making coping）也稱認知再框架（英語：Cognitive reframing）:嘗試用另一角度去理解問題而帶來正面的影響，例如：「幸好我只是B-，而不是不合格」
宗教的因應（英語：Religious coping）也可以問題焦點因應，例如：「神會幫我解決問題」，也可以情緒焦點因應，例如「幸好神幫我，如果不是我就要受苦」。宗教提供一個框架給信徒去理解事情，例如一個可以控制一些不能控制事情的錯覺、正面理解事物（「離苦得樂」）、接受及對未來會好的期望等。但亦可以帶來反效果，認為神拋棄或罰他們。
主动因應（英語：Anticipatory/Proactive coping）因應不一定是問題發生時才做，也可以在問題預計出現前開始防止

## 適配度
從適配度（英語：goodness of fit）來看，不同因應方法不一定代表真的有效。只有當因應方法與你能對壓力源的控制程度最合配才能發揮最大的功效。

## 量度因應效用
COPE Scale量度14種因應，並用因素分析

## 引用來源
1. ↑  . terms.naer.edu.tw.   [2019-03-29]. （原始内容存档于2019-03-29）.
2. ↑  Snyder, C.R. (ed.) (1999) Coping: The Psychology of What Works. New York: Oxford University Press. ISBN 0-19-511934-7.[页码请求]
3. ↑  Zeidner, M. & Endler, N.S. (editors) (1996) Handbook of Coping: Theory, Research, Applications. New York: John Wiley. ISBN 0-471-59946-8.[页码请求]
4. ↑  Cummings, E. Mark; Greene, Anita L.; Karraker, Katherine H. (编). . 1991: 92. ISBN 978-0-8058-0371-6.
5. ↑  R. S. Lazarus & S. Folkman, Stress, Appraisal, and Coping (1984) p.141. ISBN 0-8261-4191-9
6. ↑  Carver, Charles S.; Connor-Smith, Jennifer. . Annual Review of Psychology. 2010, 61: 679–704. PMID 19572784. doi:10.1146/annurev.psych.093008.100352.
7. ↑  Billings, A. G.; Moos, R. H. . Journal of Behavioral Medicine. 1981-6, 4 (2): 139–157  [2019-03-29]. ISSN 0160-7715. PMID 7321033. （原始内容存档于2019-03-29）.
8. ↑  Rowan., Mahoney, Kathleen. .  http://worldcat.org/oclc/670306870. 2006. ISBN 9780549707714. OCLC 670306870. 缺少或|title=为空 (帮助)
9. ↑  Affleck, G.; Tennen, H. . Journal of Personality. 1996-12, 64 (4): 899–922  [2019-03-29]. ISSN 0022-3506. PMID 8956517. （原始内容存档于2019-03-29）.
10. ↑  O. Harrison, Myleme; Koenig, Harold G.; Hays, Judith C.; Eme-Akwari, Anedi G.; Pargament, Kenneth I. . International Review of Psychiatry. 2001-01, 13 (2): 86–93. ISSN 0954-0261. doi:10.1080/09540260124356.
11. ↑  Pargament, K. I.; Koenig, H. G.; Perez, L. M. . Journal of Clinical Psychology. 2000-4, 56 (4): 519–543  [2019-03-29]. ISSN 0021-9762. PMID 10775045. （原始内容存档于2019-03-29）.
12. ↑  Aspinwall, Lisa G.; Taylor, Shelley E. . Psychological Bulletin. 1997, 121 (3): 417–436. ISSN 0033-2909. doi:10.1037//0033-2909.121.3.417.